# Municipio Loreto (Bolivien)
Das Municipio Loreto ist ein Verwaltungsbezirk im Departamento Beni im südamerikanischen Anden-Staat Bolivien.

## Lage im Nahraum
Das Municipio Loreto ist eines von zwei Municipios der Provinz Marbán und liegt im westlichen Teil der Provinz. Es grenzt im Westen an die Provinz Moxos, im Süden an das Departamento Cochabamba, im Osten an das Municipio San Andrés und im Norden an die Provinz Cercado.
Der Verwaltungssitz der Provinz ist Loreto mit 128 Einwohnern (Volkszählung 2012) im nördlichen Teil des Municipios.

## Geographie
Loreto liegt im bolivianischen Tiefland in der Flussebene des Río Mamoré und hat ganzjährig ein tropisch heißes und feuchtes Klima.
Die Jahresdurchschnittstemperatur beträgt 26 °C, wobei sich die monatlichen Durchschnittstemperaturen zwischen Juni/Juli mit gut 23 °C und Oktober/Dezember von knapp 28 °C nur wenig unterscheiden (siehe Klimadiagramm Trinidad). Der Jahresniederschlag beträgt fast 2000 mm und liegt somit mehr als doppelt so hoch wie die Niederschläge in Mitteleuropa. Höchstwerten von etwa 300 mm in den Monaten Dezember bis Februar stehen Niedrigwerte von etwa 50 mm im Juli/August gegenüber.

## Bevölkerung
Die Bevölkerungszahl ist zwischen 1992 und 2024 um knapp ein Fünftel angestiegen:
| Jahr | Einwohner | Quelle       |
| ---- | --------- | ------------ |
| 1992 | 3679      | Volkszählung |
| 2001 | 3859      | Volkszählung |
| 2012 | 3828      | Volkszählung |
| 2024 | 4263      | Volkszählung |

Die Bevölkerungsdichte des Municipios bei der Volkszählung von 2012 betrug 0,63 Einwohner/km², der Anteil der städtischen Bevölkerung ist 0 Prozent. Die Lebenserwartung der Neugeborenen lag im Jahr 2001 bei 60,5 Jahren.
Der Alphabetisierungsgrad bei den über 19-Jährigen beträgt 80,0 Prozent, und zwar 84,9 Prozent bei Männern und 73,4 Prozent bei Frauen (2001).

## Politik
Ergebnis der Regionalwahlen (concejales del municipio) vom 4. April 2010:
| Wahl- berechtigte |  | Wahl- beteiligung | gültige Stimmen |  | MAS-IPSP | MNR-PUEBLO | NACER  | PUEBLO |
| ----------------- |  | ----------------- | --------------- |  | -------- | ---------- | ------ | ------ |
| 1.636             |  | 1.138             | 991             |  | 378      | 288        | 173    | 152    |
|                   |  | 69,6 %            | 87,1 %          |  | 38,1 %   | 29,1 %     | 17,5 % | 15,3 % |

Ergebnis der Regionalwahlen (elecciones de autoridades políticas) vom 7. März 2021:
| Wahl- berechtigte |  | Wahl- beteiligung | gültige Stimmen |  | MTS     | MAS-IPSP | CPEM-B  | CAMBIEMOS | TODOS |
| ----------------- |  | ----------------- | --------------- |  | ------- | -------- | ------- | --------- | ----- |
| 2.271             |  | 1.847             | 1.503           |  | 484     | 453      | 294     | 123       | 69    |
|                   |  | 81,33 %           | 81,38 %         |  | 32,20 % | 30,14 %  | 19.56 % | 8,18 %    | 459 % |

## Gliederung
Das Municipio gliedert sich in vier Kantone (cantones):
- 08-0601-01 Kanton Loreto – 15 Ortschaften – 1.790 Einwohner (2001: 1.407 Einwohner)
- 08-0601-02 Kanton Limoquije – 9 Ortschaften – 943 Einwohner (2001: 1.096 Einwohner)
- 08-0601-03 Kanton Sachojere – 8 Ortschaften – 317 Einwohner (2001: 555 Einwohner)
- 08-0601-04 Kanton San Antonio – 66 Ortschaften – 778 Einwohner (2001: 801 Einwohner)

## Ortschaften im Municipio Loreto
- Kanton Loreto
  - Loreto 128 Einw.

- Kanton Limoquije
  - Gundonovia 304 Einw.

- Kanton Sachojere
  - Sachojere 147 Einw.

- Kanton San Antonio
  - Villa Carmen del Remanzo 155 Einw.